# Robbie Kruse
Robbie Thomas Kruse (født 5. oktober 1988 i Brisbane, Australien), er en australsk fodboldspiller (angriber/wing). Han spiller i Tyskland, for VfL Bochum.

## Klubkarriere
På klubplan startede Kruse sin karriere i hjemlandet, hvor han repræsenterede A-League-klubberne Brisbane Roar og Melbourne Victory, inden han i 2011 skiftede til Fortuna Düsseldorf i Tyskland. Kruse havde succes i klubben, og blev efter to år solgt videret til Bundesliga-storklubben Bayer Leverkusen for en pris på 1,5 millioner euro.
Kruse formåede aldrig at etablere sig som Leverkusens førstemålmand, og hans ophold i klubben var præget af manglende spilletid, samt en udlejning til VfB Stuttgart. Efter et kort ophold i Kina skrev han i sommeren 2017 kontrakt med VfL Bochum.

## Landshold
Kruse har (pr. juni 2018) spillet 64 kampe og scoret fem mål for det australske landshold. Han debuterede for holdet 5. januar 2011 i en venskabskamp mod Forenede Arabiske Emirater. Senere samme år scorede han sit første mål for holdet i et opgør mod Usbekistan. Han repræsenterede Australien ved VM 2018 i Rusland.